# Parafia św. Alberta Chmielowskiego w Bloku Dobryszyce
Parafia św. Alberta Chmielowskiego w Bloku Dobryszyce – parafia rzymskokatolicka z siedzibą w Bloku Dobryszyce, znajdująca się w archidiecezji częstochowskiej, w dekanacie Sulmierzyce.

## Proboszczowie parafii
- ks. Marian Jacek Koper (od 1987)